# Национальный музей Тараса Шевченко
Национа́льный музе́й Тара́са Шевче́нко (укр. Національний музей Тараса Шевченка) — украинский государственный литературный и художественный музей в Киеве, посвященный жизни и творчеству главного представителя украинского романтизма. Создан в 1949 году путем объединения Галереи картин Тараса Шевченко в Харькове и Центрального государственного музея Тараса Шевченко в Киеве. Расположен на бульваре Тараса Шевченко, 12.

## История создания

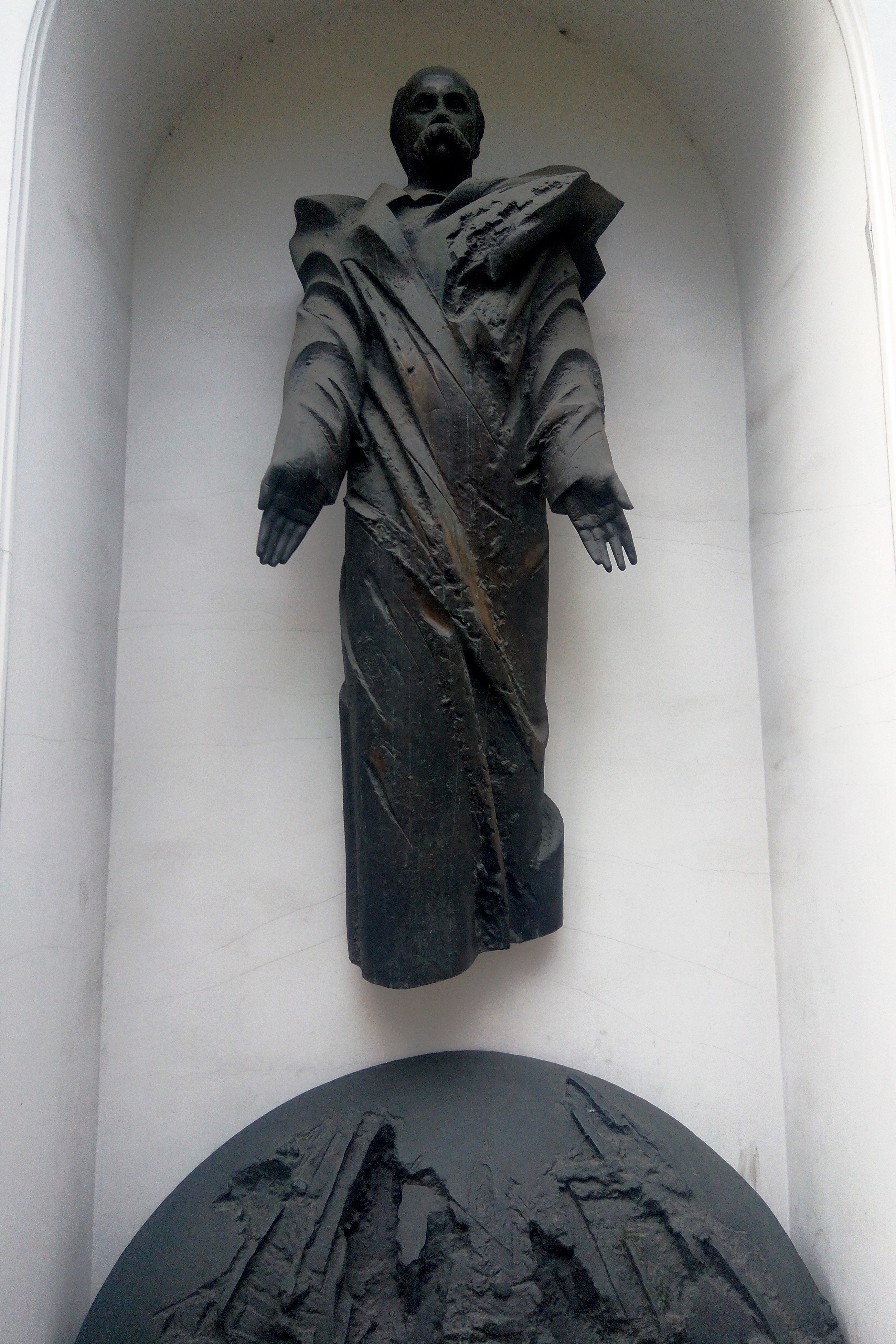
Памятник Тарасу Шевченко в нише фасада. Автор скульптуры - [https://Prokopov.org Евгений Прокопов

В 1933 году на базе литературного музея, который действовал при Институте Тараса Шевченко в Харькове, основано Галерею картин Т. Г. Шевченко, которая начала действовать с 1934 года. Из Института Тараса Шевченко передано в Галерею 106 оригинальных художественных произведений художника.
В 1939 году к 125-летию со дня рождения в Киеве в доме АН УССР была организована Республиканская юбилейная выставка Шевченко, на которой, кроме экспонатов Галереи картин были представлены другие материалы из архивов и музеев Киева, Харькова, Москвы, Ленинграда, Саратова, Львова, Баку.
В 1940 году Совет Народных Комиссаров УССР постановил организовать в Киеве на базе Республиканской юбилейной выставки Центральный государственный музей Т. Г. Шевченко, сосредоточив здесь все оригинальные материалы, связанные с жизнью и творчеством Т. Г. Шевченко. Согласно постановлению все материалы с выставки, представлены различными музеями и учреждениями были закреплены за музеем, экспозиция которого была открыта в апреле 1941 года в помещении Мариинского дворца. Собрано было около 10 000 экспонатов.
Деятельность музея была прекращена с началом войны. Только ценные экспонаты удалось перед немецкой оккупацией эвакуировать в Новосибирск (вернули на Украину в 1944 году).
24 апреля 1949 года была открыта новая экспозиция в выделенном правительством помещении по бульвару Шевченка, 12.
10 октября 2022 года во время российской войны против Украины россияне повредили здание музея при обстреле столицы Украины.

## Коллекция
Коллекция музея состоит из уникальных ценностей: оригиналов малярных работ Шевченко, документов о его жизни и творчестве, рукописных списков его поэзии, редких фотографий поэта и его друзей, первых произведений Шевченко с его автографами, почти всех изданий произведений поэта и литературы о нём, начиная с прижизненных и заканчивая современными отечественными и зарубежными изданиями. В 24 залах размещено свыше 4000 экспонатов.
В экспозиционных залах представлены произведения выдающихся художников, скульпторов, писателей и композиторов, в которых отражены эпоха Шевченко, его жизнь и деятельность: художественные произведения Карла Брюллова, Ильи Репина, Василия Тропинина, Ивана Крамского, Василия Штернберга, Ивана Соколова, Михаила Башилова, Константина Трутовского, Льва Жемчужникова, Ивана Сошенко, Михаила Микешина , Сергея Васильковского, Николая Самокиша, Афанасия Сластиона, Фотия Красицкого, Ивана Ижакевича, Василия Касияна, Михаила Дерегуса, Карпа Трохименко, Бориса Смирнова и других; произведения скульпторов Федора Каменского, Петра Клодта, Владимира Беклемишева, Федора Балавенского, Ивана Кавалеридзе, Михаила Лысенко, Ивана Макогона, Петра Молчуна, Валентина Знобы и другие.
В нескольких залах экспонируются материалы, свидетельствующие о мировом значении творчества Шевченко, переводы его произведений на многие иностранные языки.
По состоянию на июль 2002 года в коллекции музея хранилось 28007 экспонатов основного фонда (живопись, графика, декоративное искусство, скульптура, архив, печатные материалы, книги, фото, мемориальные вещи); вспомогательного фонда — 44 662. Общее количество — 72 669.
Предлагаются услуги аудиогида.

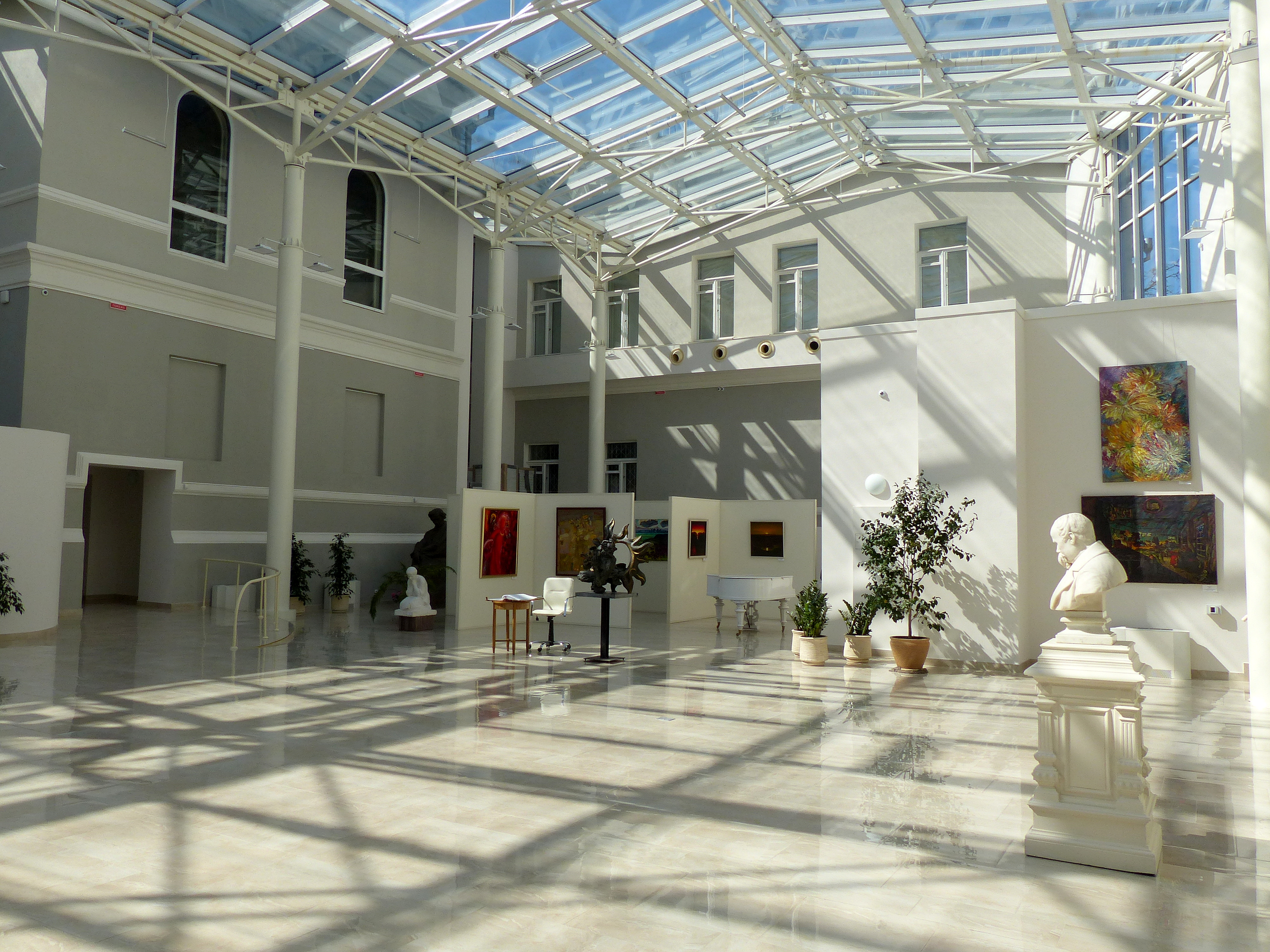
Интерьер музея
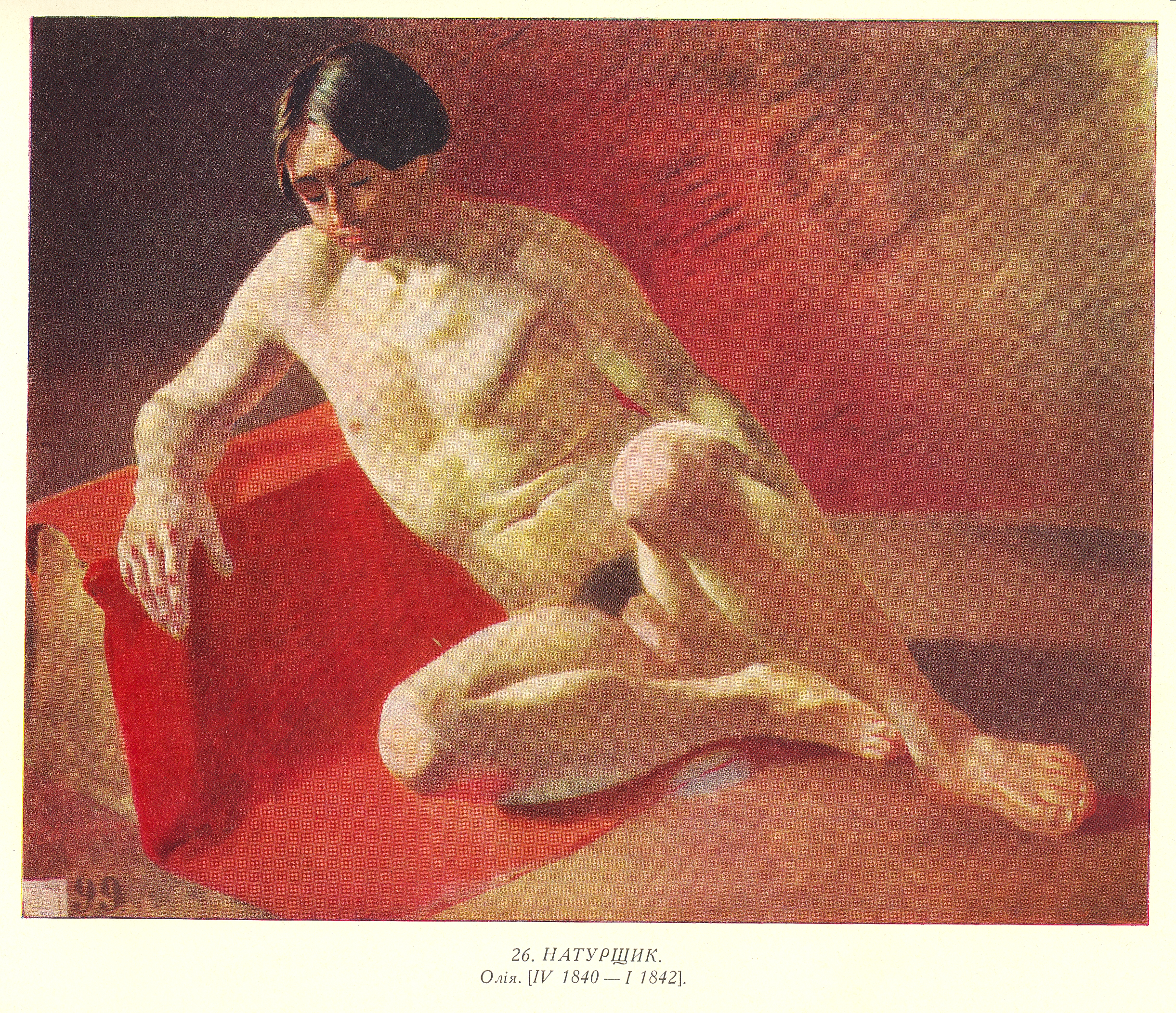
Т. Шевченко, «Натурщик»
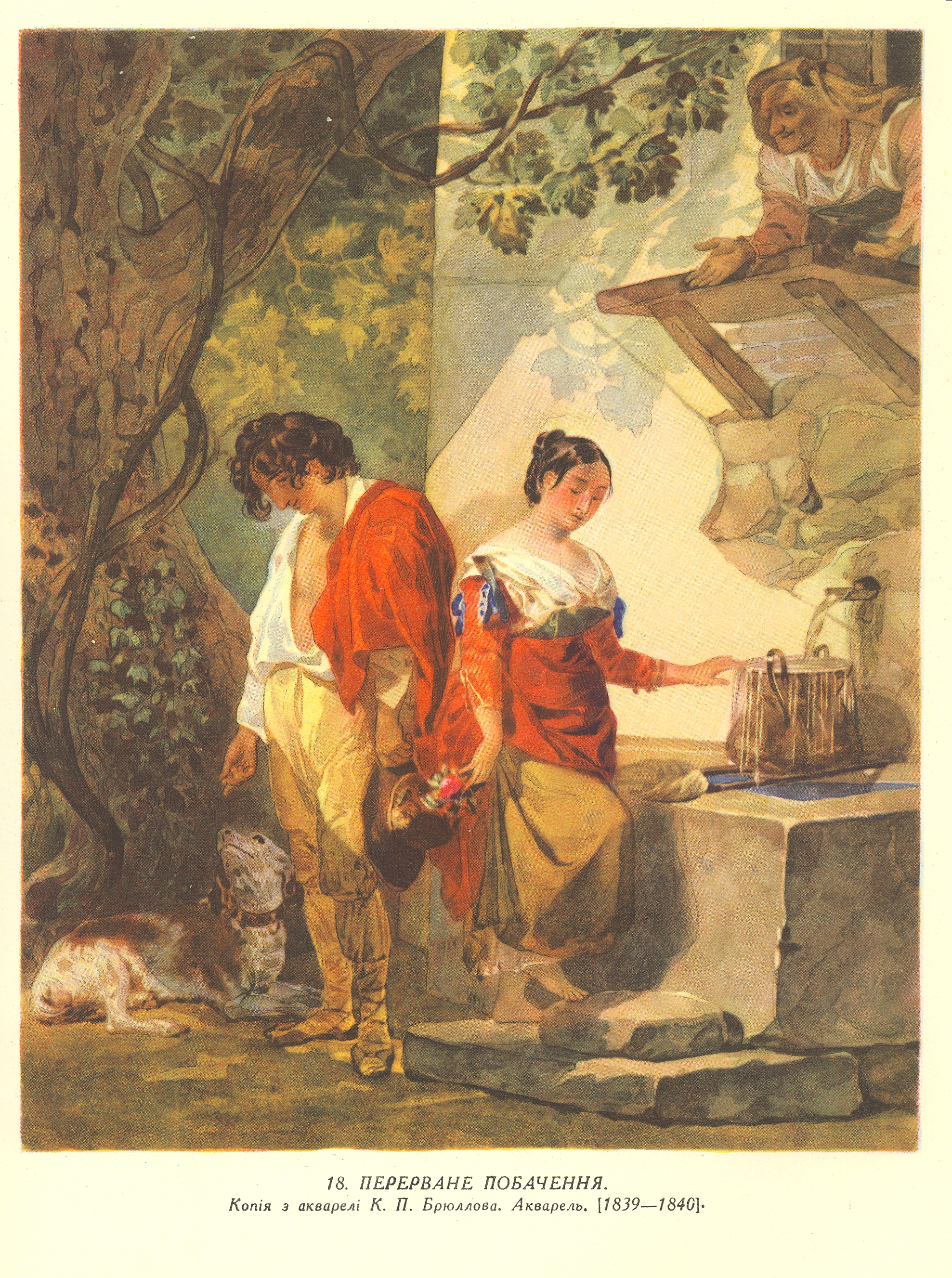
Т. Шевченко, «Прерванное свидание»
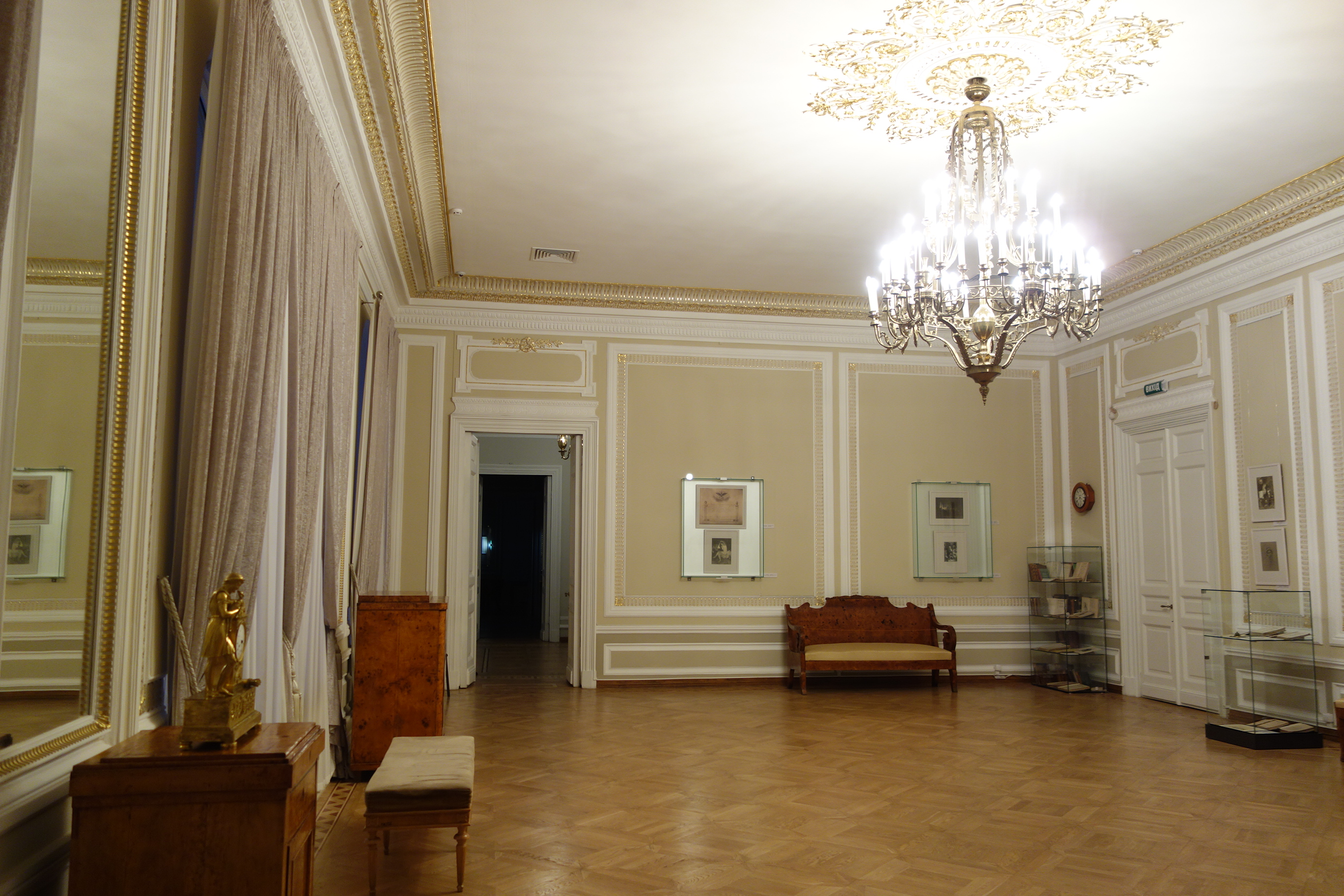
Экспонаты в музее
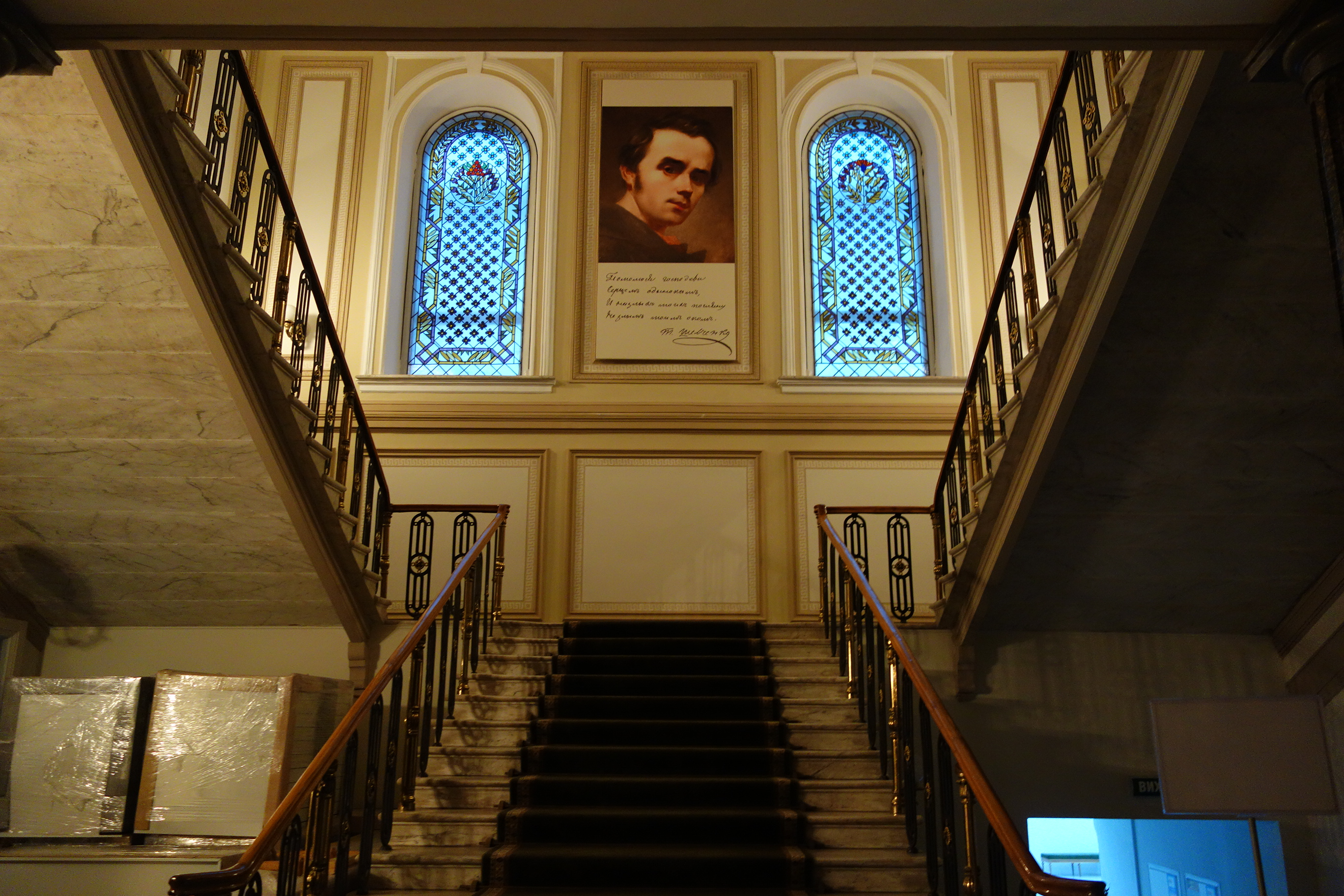
Центральный вход музея

### Литературно-мемориальный дом-музей Тараса Шевченко
Деревянный дом построен в 1835 году в бывшем переулке «Козье болото».

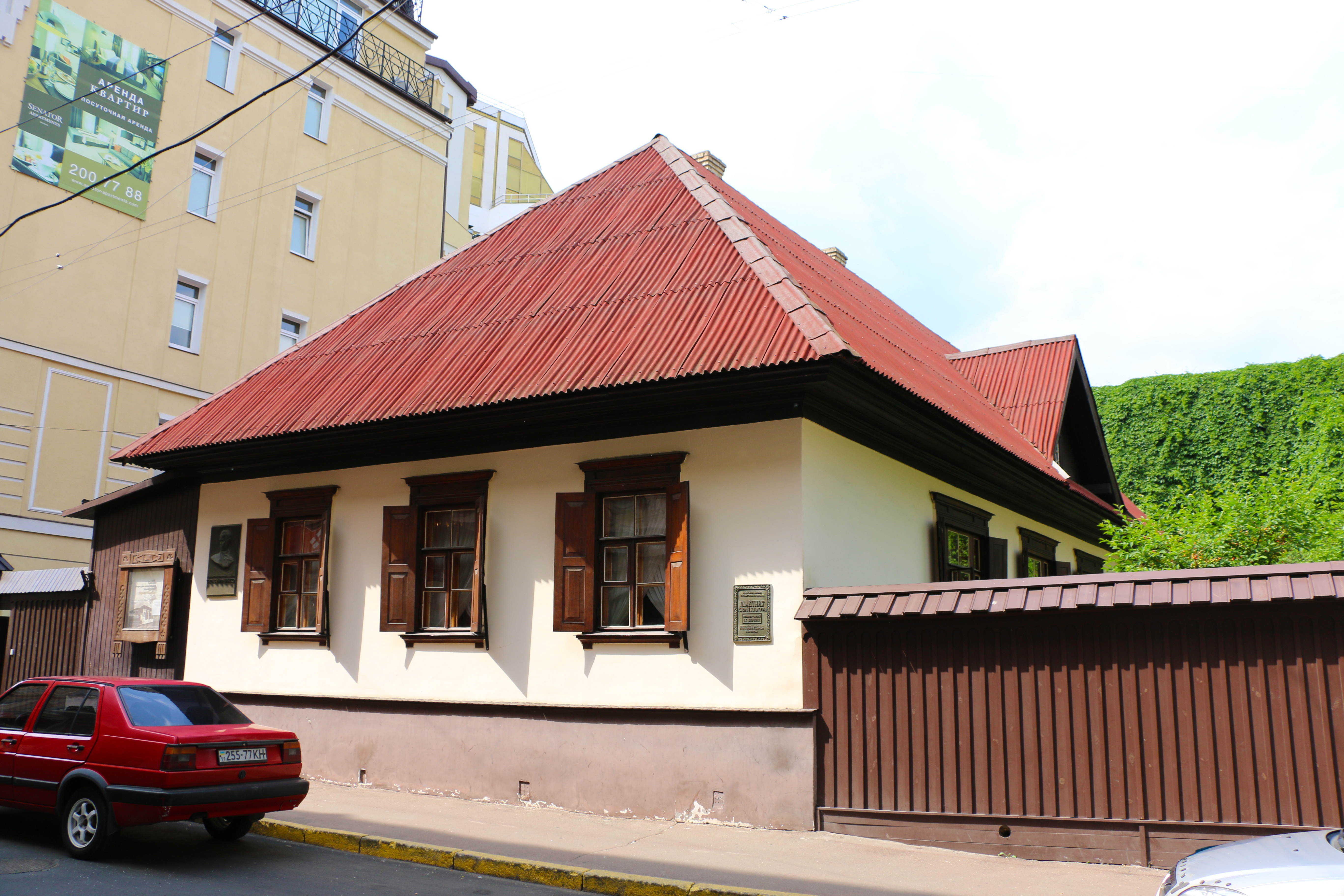
Литературно-мемориальный дом-музей

В этот дом, Тарас Шевченко поселился после своего возвращения из Седнева весной 1846 года. Вместе с Тарасом Шевченко поселились двое его приятелей — художник Михаил Сажин и поэт Александр Афанасьев-Чужбинский.
Помещение Тараса Григорьевича состояло из небольшой комнаты, окна которой выходили на улицу, и мастерской, расположенной на мансарде.
Со временем дом и усадьба претерпевали изменения. К 1876 году она выросла до 325 квадратных саженей. Постепенно менялось также оформление фасадов и планировки помещений дома.
12 августа 1925 года Киевский Окружной исполком дает распоряжение управлению коммунального хозяйства об отселении жителей, проведение ремонта и передаче дома в ведение Академии наук. Василию Кричевскому принадлежит не только сама постановка вопроса о реставрации, но и художественное руководство оформлением дома-музея, составление художественных проектов комнат, мастерской и сада.
10 ноября 1928 года был торжественно открыт музей для посетителей.

### Мемориальный дом-музей Т. Г. Шевченко

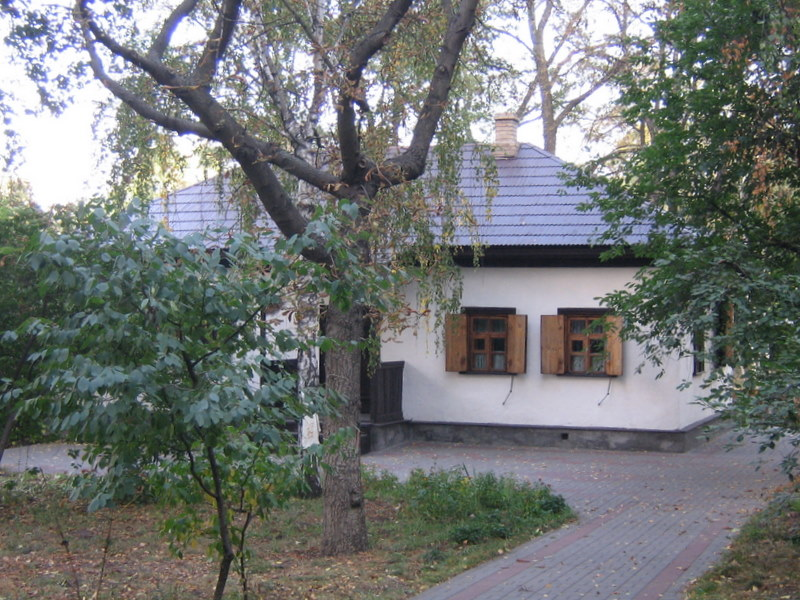
Мемориальный дом-музей на Приорке

В 1859 году, во время своего последнего посещения столицы Украины, Тарас Шевченко предпочел снять квартиру на окраине города — живописной Приорке.
В 1989 году на месте дома по улице Вышгородской, 5, где он проживал в течение двух недель, построили здание, в котором открыли Мемориальный дом-музей Т. Г. Шевченко.
В основном экспозиция состоит из вещей, подаренных музею жителями Киева, потомками людей, лично общавшихся с поэтом. В комнатах музея воспроизведен быт киевлян эпохи Шевченко.
Недалеко от дома вот уже 400 лет возвышается дуб, под сенью которого, по рассказам современников, приходил посидеть Тарас Шевченко.